# Unione Sportiva Pistoiese 1921 2018-2019
Questa voce raccoglie le informazioni riguardanti l'Unione Sportiva Pistoiese nelle competizioni ufficiali della stagione 2018-2019.

## Stagione
Nella stagione 2018-2019 la Pistoiese disputa il girone A del campionato di Serie C, raccoglie 35 punti con il quindicesimo posto finale. Inizia male la stagione con il tecnico Paolo Indiani, con sei sconfitte subite nelle prime otto giornate e l'ultimo posto in classifica. Come accade in queste situazioni si cambia tecnico, viene scelto Antonino Asta, con il quale la Pistoiese recupera posizioni fino alla terz'ultima, al termine del girone di andata chiuso con 16 punti. Poi nel girone di ritorno ottiene 19 punti, riuscendo a raggiungere senza patemi l'obiettivo principale della stagione, quello di mantenere la categoria. Miglior marcatore arancione Gregorio Luperini che firma 10 reti in campionato. La Pistoiese partecipa anche alla Coppa Italia Tim Cup perdendo a Castellammare di Stabia (1-0) nel primo turno. Idem nella Coppa Italia di Serie C con i toscani subito fuori nel primo turno eliminatorio, sconfitti (4-2) dall'Imolese.

## Divise e sponsor
Per la stagione 2018-2019 lo sponsor tecnico è la confermata Legea, mentre lo sponsor ufficiale è, come nella scorsa stagione, Vannucci Piante.
| Casa | Trasferta | Terza divisa |

## Organigramma societario
Dal sito internet ufficiale della società.
- Presidente: Orazio Ferrari
- Presidente Holding Arancione: Andrea Bonechi
- Main Sponsor: Vannino Vannucci
- Direttore Generale: Marco Ferrari
- Segretario Generale: Neri Cresci
- Club manager: Fabio Fondatori

- Direttore dell’Area Tecnica: Federico Bargagna
- Direttore Tecnico: Raffaele Pinzani
- SLO (Supporter Liaison Officer): Gabriele Turelli
- Consulente legale: Avv. Federico Spinicci
- Responsabile rapporti con Co.Vi.Soc: Andrea Bonechi

- Responsabile Comunicazione e Capo Ufficio Stampa: Stefano Baccelli
- Ufficio Marketing: Alessio Torricelli
- Responsabile Grafica: Overvision
- Responsabile Amministrativo: Marco Ascoli

### Staff tecnico
Dal sito internet ufficiale della società.
- Allenatore: Paolo Indiani (fino al 23/10/2018); Antonino Asta
- Allenatore in seconda: Luca Fiasconi (fino al 23/10/2018); Alberto Nardi
- Preparatore atletico: Eduardo Pizzarelli

- Allenatore dei portieri: David Biancalani
- Collaboratore tecnico: Niccolò Pascali
- Team manager: Fabio Graziani

## Rosa
Dal sito internet ufficiale della società.
| N. |                           | Ruolo | Calciatore          |
| -- | ------------------------- | ----- | ------------------- |
| 1  | Italia (bandiera)         | P     | Gabriel Meli        |
| 2  | Marocco (bandiera)        | D     | Hamza El Kaouakibi  |
| 3  | Italia (bandiera)         | D     | Andrea Cagnano      |
| 4  | Italia (bandiera)         | D     | Leonardo Terigi     |
| 5  | Italia (bandiera)         | D     | Alberto Dossena     |
| 6  | Italia (bandiera)         | C     | Antonio Tartaglione |
| 7  | Italia (bandiera)         | A     | Jami Rafati         |
| 7  | Italia (bandiera)         | A     | Alessandro Piu      |
| 8  | Italia (bandiera)         | C     | Leandro Vitiello    |
| 9  | Italia (bandiera)         | A     | Marco Cellini       |
| 10 | Italia (bandiera)         | A     | Iacopo Fanucchi     |
| 11 | Costa d'Avorio (bandiera) | A     | Emmanuel Latte Lath |
| 11 | Italia (bandiera)         | A     | Matteo Momentè      |
| 12 | Italia (bandiera)         | P     | Lorenzo Crisanto    |
| 12 | Italia (bandiera)         | P     | Andrea Romagnoli    |
| 13 | Malta (bandiera)          | D     | Zach Muscat         |
| 14 | Italia (bandiera)         | D     | Paolo Regoli        |

| N. |                    | Ruolo | Calciatore                   |
| -- | ------------------ | ----- | ---------------------------- |
| 15 | Italia (bandiera)  | D     | Emanuele Viti                |
| 16 | Albania (bandiera) | D     | Kley Luka                    |
| 17 | Italia (bandiera)  | C     | Gregorio Luperini (capitano) |
| 19 | Italia (bandiera)  | D     | Filippo Dosio                |
| 19 | Serbia (bandiera)  | D     | Nikola Pejović               |
| 20 | Italia (bandiera)  | A     | Emanuele Rovini              |
| 21 | Italia (bandiera)  | C     | Francesco Cerretelli         |
| 21 | Italia (bandiera)  | C     | Tommaso Fantacci             |
| 22 | Italia (bandiera)  | P     | Jacopo Pagnini               |
| 23 | Italia (bandiera)  | C     | Davide Petermann             |
| 24 | Italia (bandiera)  | A     | Riccardo Forte               |
| 25 | Italia (bandiera)  | D     | Andres Llamas                |
| 27 | Italia (bandiera)  | C     | Viviano Minardi              |
| 29 | Italia (bandiera)  | C     | Alberto Picchi               |
| 32 | Italia (bandiera)  | C     | Luca Ceccarelli              |
| 34 | Italia (bandiera)  | A     | Alessio Sallustio            |

## Calciomercato

### Sessione estiva(dal 1º luglio al 25 agosto)
| Acquisti | Acquisti             | Acquisti  | Acquisti   |
| R.       | Nome                 | da        | Modalità   |
| -------- | -------------------- | --------- | ---------- |
| P        | Gabriel Meli         | Milan     | prestito   |
| P        | Lorenzo Crisanto     | Roma      | prestito   |
| P        | Jacopo Pagnini       | Spezia    | prestito   |
| D        | Zach Muscat          | Arezzo    | definitivo |
| D        | Giuseppe Scalera     | Bari      | prestito   |
| D        | Andrés Llamas        | Milan     | prestito   |
| D        | Hamza El Kaouakibi   | Bologna   | prestito   |
| D        | Andrea Cagnano       | Inter     | prestito   |
| D        | Alberto Dossena      | Atalanta  | prestito   |
| C        | Leandro Vitiello     | Gavorrano | definitivo |
| C        | Iacopo Fanucchi      | Lucchese  | definitivo |
| C        | Alberto Picchi       | Empoli    | prestito   |
| A        | Marco Cellini        | Arezzo    | definitivo |
| A        | Emanuele Rovini      | Udinese   | prestito   |
| A        | Emmanuel Latte Lath  | Atalanta  | prestito   |
| A        | Muhamed Tehe Olawale | Empoli    | definitivo |
| A        | Riccardo Forte       | Milan     | prestito   |

| Cessioni | Cessioni             | Cessioni     | Cessioni      |
| R.       | Nome                 | a            | Modalità      |
| -------- | -------------------- | ------------ | ------------- |
| P        | Leonardo Costa       | Cuneo        | definitivo    |
| P        | Niccolò Biagini      |              | svincolato    |
| P        | Andrea Zaccagno      | Torino       | fine prestito |
| D        | Giusto Priola        | Renate       | definitivo    |
| D        | Devis Nossa          | Albissola    | definitivo    |
| D        | Walter Zullo         |              | svincolato    |
| D        | Giuseppe Scalera     | Bari         | fine prestito |
| D        | Enea Sanna           |              | svincolato    |
| D        | Giulio Mulas         | Carpi        | fine prestito |
| D        | Claudio Zappa        | Juventus U23 | fine prestito |
| D        | Danilo Quaranta      | Ascoli       | fine prestito |
| C        | Zaccaria Hamlili     | Bari         | definitivo    |
| C        | Romeo Papini         | Spoleto      | definitivo    |
| C        | Piero Cauterucci     | Scandicci    | prestito      |
| C        | Diego Sadotti        |              | svincolato    |
| C        | Riccardo Nardini     |              | svincolato    |
| A        | Alessandro Ludovisi  | Anzio        | definitivo    |
| A        | Muhamed Tehe Olawale | Ponsacco     | prestito      |
| A        | Juan Surraco         |              | svincolato    |
| A        | Giacomo Vrioni       | Sampdoria    | fine prestito |
| A        | Franco Ferrari       | Genoa        | fine prestito |
| A        | Caio De Cenco        | Padova       | fine prestito |

### Operazioni tra le due sessioni
| Acquisti | Acquisti        | Acquisti | Acquisti   |
| R.       | Nome            | da       | Modalità   |
| -------- | --------------- | -------- | ---------- |
| D        | Luca Ceccarelli |          | svincolato |

| Cessioni | Cessioni    | Cessioni | Cessioni   |
| R.       | Nome        | a        | Modalità   |
| -------- | ----------- | -------- | ---------- |
| D        | Jami Rafati |          | svincolato |

### Sessione invernale(dal 3 al 31 gennaio)
| Acquisti | Acquisti         | Acquisti | Acquisti   |
| R.       | Nome             | da       | Modalità   |
| -------- | ---------------- | -------- | ---------- |
| P        | Andrea Romagnoli | Roma     | prestito   |
| D        | Nikola Pejović   | Empoli   | prestito   |
| C        | Tommaso Fantacci | Empoli   | prestito   |
| C        | Davide Petermann | Reggina  | prestito   |
| A        | Alessandro Piu   | Empoli   | prestito   |
| A        | Matteo Momentè   |          | svincolato |

| Cessioni | Cessioni             | Cessioni  | Cessioni      |
| R.       | Nome                 | a         | Modalità      |
| -------- | -------------------- | --------- | ------------- |
| P        | Lorenzo Crisanto     | Roma      | fine prestito |
| D        | Kley Luka            | Scandicci | prestito      |
| D        | Zach Muscat          | Olhanense | prestito      |
| D        | Filippo Dosio        |           | svincolato    |
| D        | Nikola Pejović       | Empoli    | fine prestito |
| C        | Francesco Cerretelli | Gavorrano | prestito      |
| A        | Emmanuel Latte Lath  | Atalanta  | fine prestito |

## Risultati

### Serie C

#### Girone di andata
| Arbitro: | Pirrotta (Barcellona Pozzo di Gotto) |

|                           |           |              |
| Mastroianni 46’ Gucci 79’ | Marcatori | 81’ Luperini |

| Arbitro: | Guida (Salerno) |

|                             |           |                                                |
| Fanucchi 11’ Latte Lath 20’ | Marcatori | 9’, 36’ Bortolussi 42’ Strechie 66’ Sorrentino |

| 26 settembre 2018, ore 18:30 CEST 3ª giornata | Pro Piacenza | – Partita annullata per l'esclusione del Pro Piacenza dal campionato. | Pistoiese |  |

| Arbitro: | Petrella (Viterbo) |

|                 |           |                              |
| Rovini 18’, 51’ | Marcatori | 56’ Libertazzi 58’ Palazzolo |

| Arbitro: | Tremolada (Monza) |

|                                 |           |                     |
| Chiosa 48’ Mota 70’ (rig.), 79’ | Marcatori | 12’ (rig.) Luperini |

| Arbitro: | Robilotta (Sala Consilina) |

|  |           |                                     |
|  | Marcatori | 55’ (rig.) Moscardelli 59’ De Vitis |

| Arbitro: | Collu (Cagliari) |

|          |           |                                          |
| Cais 37’ | Marcatori | 20’ El Kaouakibi 25’ Luperini 73’ Rovini |

| Arbitro: | Longo (Paola) |

|  |           |                |
|  | Marcatori | 7’, 14’ Eusepi |

| Arbitro: | Bitonti (Bologna) |

|                                  |           |                                             |
| D'Ambrosio 3’ Gliozzi 21’ (rig.) | Marcatori | 27’, 45+1’ (rig.) Luperini 32’ El Kaouakibi |

| Pistoia 3 novembre 2018, ore 20:45 CET 10ª giornata | Pistoiese          | 0 – 0 referto | Alessandria | Stadio Marcello Melani (651 spett.)\| Arbitro: \| Monaldi (Macerata) \| |
| Arbitro:                                            | Monaldi (Macerata) |               |             |                                                                         |

| Cuneo 11 novembre 2018, ore 14:30 CET 11ª giornata | Cuneo             | 0 – 0 referto | Pistoiese | Stadio Fratelli Paschiero (350 spett.)\| Arbitro: \| Panettella (Bari) \| |
| Arbitro:                                           | Panettella (Bari) |               |           |                                                                           |

| Arbitro: | Feliciani (Teramo) |

|                          |           |  |
| Luperini 19’ (rig.), 56’ | Marcatori |  |

| Arbitro: | Rossetti (Ancona) |

|           |           |              |
| Ceter 79’ | Marcatori | 50’ Fanucchi |

| Arbitro: | Di Cairano (Ariano Irpino) |

|  |           |             |
|  | Marcatori | 2’ Di Pardo |

| Arbitro: | De Angeli (Abbiategrasso) |

|                         |           |             |
| L. Ricci 34’ Tavano 66’ | Marcatori | 7’ R. Forte |

| Arbitro: | Pasciuta (Agrigento) |

|  |           |               |
|  | Marcatori | 87’ Tommasini |

| Arbitro: | Donda (Cormons) |

|            |           |  |
| Azzi 90+3’ | Marcatori |  |

| Arbitro: | Maggio (Lodi) |

|                           |           |  |
| Luperini 30’ R. Forte 70’ | Marcatori |  |

| Arbitro: | D'Ascanio (Ancona) |

|                        |           |                  |
| Brunori 32’ Cutolo 87’ | Marcatori | 68’ El Kaouakibi |

#### Girone di ritorno
| Arbitro: | Lorenzin (Castelfranco Veneto) |

|                                |           |             |
| Fanucchi 2’, 59’ Cellini 90+4’ | Marcatori | 51’ Le Noci |

| Arbitro: | Acanfora (Castellammare di Stabia) |

|              |           |  |
| Lombardo 55’ | Marcatori |  |

| 19 marzo 2019, ore 20:30 CET 22ª giornata | Pistoiese | 3 – 0 Risultato assegnato (3-0) per l'esclusione del Pro Piacenza dal campionato. | Pro Piacenza |  |

| Arbitro: | Panettella (Bari) |

|  |           |         |
|  | Marcatori | 52’ Piu |

| Arbitro: | Cudini (Fermo) |

|  |           |                          |
|  | Marcatori | 4’ Ardizzone 55’ Mancosu |

| Arbitro: | Annaloro (Collegno) |

|                      |           |              |
| Moscardelli 62’, 88’ | Marcatori | 51’ Luperini |

| Arbitro: | Saia (Palermo) |

|             |           |           |
| Momentè 27’ | Marcatori | 53’ Cisco |

| Arbitro: | Feliciani (Teramo) |

|            |           |              |
| Eusepi 49’ | Marcatori | 39’ Luperini |

| Arbitro: | Zufferli (Udine) |

|  |           |                     |
|  | Marcatori | 62’ Gerli 71’ Aramu |

| Arbitro: | Pasciuta (Agrigento) |

|             |           |  |
| De Luca 37’ | Marcatori |  |

| Arbitro: | Luciani (Roma) |

|             |           |  |
| Momentè 33’ | Marcatori |  |

| Arbitro: | Marcenaro (Genova) |

|                         |           |  |
| F. Ferrari 90+2’ (rig.) | Marcatori |  |

| Arbitro: | N. Marini (Trieste) |

|              |           |                                   |
| Fanucchi 72’ | Marcatori | 35’ Peralta 53’ Ceter 78’ Ragatzu |

| Arbitro: | Cascone (Nocera Inferiore) |

|  |           |                                             |
|  | Marcatori | 19’, 66’ Petermann 79’ R. Forte 84’ Momentè |

| Arbitro: | Monaldi (Macerata) |

|  |           |            |
|  | Marcatori | 55’ Tavano |

| Pontedera 13 aprile 2019, ore 20:30 CEST 35ª giornata | Pontedera         | 0 – 0 referto | Pistoiese | Stadio Ettore Mannucci (525 spett.)\| Arbitro: \| Rossetti (Ancona) \| |
| Arbitro:                                              | Rossetti (Ancona) |               |           |                                                                        |

| Arbitro: | Pashuku (Albano Laziale) |

|             |           |                    |
| Momentè 13’ | Marcatori | 61’ Morra 89’ Comi |

| Arzachena 27 aprile 2019, ore 16:30 CEST 37ª giornata | Arzachena               | 0 – 0 referto | Pistoiese | Stadio Biagio Pirina (360 spett.)\| Arbitro: \| Cosso (Reggio Calabria) \| |
| Arbitro:                                              | Cosso (Reggio Calabria) |               |           |                                                                            |

| Arbitro: | Pascarella (Nocera Inferiore) |

|  |           |                                     |
|  | Marcatori | 3’ Borghini 46’ Brunori 69’ Rolando |

### Coppa Italia
| Arbitro: | Carella (Bari) |

|            |           |  |
| Paponi 80’ | Marcatori |  |

### Coppa Italia Serie C
| Arbitro: | Paterna (Teramo) |

|                                               |           |                           |
| Lanini 42’, 68’ (rig.) Mosti 50’ Gargiulo 73’ | Marcatori | 13’ Luperini 52’ Fanucchi |

## Statistiche

### Statistiche di squadra
| Competizione         | Punti    | In casa | In casa | In casa | In casa | In casa | In casa | In trasferta | In trasferta | In trasferta | In trasferta | In trasferta | In trasferta | Totale | Totale | Totale | Totale | Totale | Totale | DR  |
| Competizione         | Punti    | G       | V       | N       | P       | Gf      | Gs      | G            | V            | N            | P            | Gf           | Gs           | G      | V      | N      | P      | Gf     | Gs     | DR  |
| -------------------- | -------- | ------- | ------- | ------- | ------- | ------- | ------- | ------------ | ------------ | ------------ | ------------ | ------------ | ------------ | ------ | ------ | ------ | ------ | ------ | ------ | --- |
| Serie C              | 35       | 19      | 5       | 3       | 11      | 18      | 27      | 18           | 4            | 5            | 9            | 18           | 20           | 37     | 9      | 8      | 20     | 36     | 47     | -11 |
| Coppa Italia         | 1º turno | 0       | 0       | 0       | 0       | 0       | 0       | 1            | 0            | 0            | 1            | 0            | 1            | 1      | 0      | 0      | 1      | 0      | 1      | -1  |
| Coppa Italia Serie C | 1º turno | 0       | 0       | 0       | 0       | 0       | 0       | 1            | 0            | 0            | 1            | 2            | 4            | 1      | 0      | 0      | 1      | 2      | 4      | -2  |
| Totale               | 35       | 19      | 5       | 3       | 11      | 18      | 27      | 20           | 4            | 5            | 11           | 20           | 25           | 39     | 9      | 8      | 22     | 38     | 52     | -14 |

### Andamento in campionato
| Giornata  | 1  | 2  | 3  | 4  | 5  | 6  | 7  | 8  | 9  | 10 | 11 | 12 | 13 | 14 | 15 | 16 | 17 | 18 | 19 | 20 | 21 | 22 | 23 | 24 | 25 | 26 | 27 | 28 | 29 | 30 | 31 | 32 | 33 | 34 | 35 | 36 | 37 | 38 |
| --------- | -- | -- | -- | -- | -- | -- | -- | -- | -- | -- | -- | -- | -- | -- | -- | -- | -- | -- | -- | -- | -- | -- | -- | -- | -- | -- | -- | -- | -- | -- | -- | -- | -- | -- | -- | -- | -- | -- |
| Luogo     | T  | C  | T  | C  | T  | C  | T  | C  | T  | C  | T  | C  | T  | C  | T  | C  | T  | C  | T  | C  | T  | C  | T  | C  | T  | C  | T  | C  | T  | C  | T  | C  | T  | C  | T  | C  | T  | C  |
| Risultato | P  | P  | ❌ | N  | P  | P  | V  | P  | V  | N  | N  | V  | N  | P  | P  | P  | P  | V  | P  | V  | P  | V  | V  | P  | P  | N  | N  | P  | P  | V  | P  | P  | V  | P  | N  | P  | N  | P  |
| Posizione | 18 | 20 | 13 | 13 | 17 | 18 | 15 | 17 | 15 | 17 | 19 | 17 | 16 | 18 | 18 | 18 | 19 | 17 | 18 | 15 | 15 | 15 | 15 | 15 | 17 | 16 | 16 | 16 | 15 | 15 | 15 | 15 | 14 | 14 | 14 | 14 | 14 | 15 |

Legenda:

Luogo: C = Casa; T = Trasferta. Risultato: V = Vittoria; N = Pareggio; P = Sconfitta.